# Fastighets Aktiebolaget Briggen
Fastighets Aktiebolaget Briggen är ett svenskt fastighetsbolag som specialiserar sig på att förvalta och utveckla kommersiella fastigheter och är verksam i Öresundsområdet (Helsingborg, Lund, Malmö och Storköpenhamn). Fastighetsbolaget har fastigheter med en sammanlagd area på omkring 646 000 kvadratmeter (m2) och till ett värde av nästan 8,2 miljarder SEK.
De ägs till 100% av Castellum Aktiebolag.